# Serie B 2013-2014 (calcio femminile)
L'edizione 2013-2014 è stata la quarantatreesima edizione del campionato di Serie B femminile italiana di calcio, che da questa stagione riprende la denominazione tradizionale, diventando quindi il campionato cadetto dopo la Serie A.

## Stagione
Vi hanno partecipano 53 squadre divise in quattro gironi composti (ove possibile) su scala geografica: nord-ovest il girone A, nord-est il girone B, centro-nord quello C e centro-sud quello D. A causa di un numero dispari di squadre (53), i gironi non hanno numero uguale di squadre: il minimo, comunque, è di 12 mentre il massimo è fissato a 14. I gironi A e B hanno raggiunto il massimo numero di squadre consentito (14), il girone C la quota media (13), mentre il girone D la quota minima (12).
Le prime di ogni girone sono state promosse direttamente in Serie A, mentre per il secondo anno consecutivo non sono previste play-off tra le seconde classificate: questo perché, in base alla riforma dei campionati, la Serie A 2014-2015 prevede il passaggio da 16 a 14 squadre, comportando dunque ben 6 retrocessioni e solo 4 promozioni.
Le ultime dei quattro gironi sono state retrocesse in Serie C regionale, mentre altre quattro squadre sono state retrocesse tramite i play-out, ai quali hanno avuto accesso le terzultime e le penultime di ogni girone. I quattro play-out si sono disputati in gara unica sul campo della meglio piazzata in campionato. In caso di parità dopo i 90 minuti, si disputano due tempi supplementari da 15 minuti l'uno: in caso di ulteriore parità, si salva la squadra meglio classificata in campionato.
In tutti e quattro i gironi, in caso di scarto maggiore ai 9 punti tra due squadre che si sarebbero dovute affrontare nei play-out, questo non ha luogo e si considera già sconfitta (e dunque, direttamente retrocessa) la squadra distaccata di almeno 10 punti.

## Girone A

### Squadre partecipanti
| Club                            | Città                      | Stagione 2012-2013                         |
| ------------------------------- | -------------------------- | ------------------------------------------ |
| A.S.D.F. Alba                   | Alba (CN)                  | 5º posto in Serie A2/A                     |
| A.C.F. Alessandria              | Alessandria                | 3º posto in Serie A2/A                     |
| U.S.D. Amicizia Lagaccio        | Genova                     | 2º posto in Serie A2/A                     |
| A.S.D. Atletico Oristano C.F.   | Cabras (OR)                | 8º posto in Serie A2/A                     |
| G.S. C.F. Caprera               | La Maddalena (OT)          | 1º posto in Serie C Sardegna               |
| A.S.D. Castelfranco C.F.        | Castelfranco di Sotto (PI) | 6º posto in Serie A2/A                     |
| A.S.D. Cuneo C.F.               | Cuneo                      | 7º posto in Serie A2/A                     |
| A.S.D.F. Juventus Torino        | Torino                     | 1º posto in Serie C Piemonte-Valle d'Aosta |
| U.S.D. Luserna                  | Luserna San Giovanni (TO)  | 3º posto in Serie C Piemonte-Valle d'Aosta |
| S.C. Molassana Boero A.S.D.     | Genova Molassana           | 4º posto in Serie A2/A                     |
| U.S.D. Sarzanese C.F.           | Sarzana (SP)               | 10º posto in Serie A2/A                    |
| A.C.F. Torino                   | Torino                     | 16º posto in Serie A                       |
| A.S.D. Valpolcevera Serra Riccò | Serra Riccò (GE)           | 1º posto in Serie C Liguria                |
| A.S.D. Villacidro Villgomme     | Villacidro (VS)            | 9º posto in Serie A2/A                     |

### Classifica finale
|  | Pos. | Squadra              | Pt | G  | V  | N | P  | GF | GS  | DR  |
|  | ---- | -------------------- | -- | -- | -- | - | -- | -- | --- | --- |
|  | 1.   | Cuneo                | 58 | 26 | 17 | 7 | 2  | 53 | 21  | +32 |
|  | 2.   | Luserna              | 55 | 26 | 18 | 1 | 7  | 60 | 25  | +35 |
|  | 3.   | Alba                 | 53 | 26 | 17 | 2 | 7  | 52 | 23  | +29 |
|  | 4.   | Molassana Boero      | 48 | 26 | 14 | 6 | 6  | 53 | 38  | +15 |
|  | 5.   | Castelfranco         | 43 | 26 | 12 | 7 | 7  | 35 | 21  | +14 |
|  | 6.   | Atletico Oristano    | 42 | 26 | 13 | 3 | 10 | 45 | 32  | +13 |
|  | 7.   | Juventus Torino      | 40 | 26 | 11 | 7 | 8  | 49 | 36  | +13 |
|  | 8.   | Amicizia Lagaccio    | 38 | 26 | 11 | 5 | 10 | 45 | 37  | +8  |
|  | 9.   | Alessandria          | 36 | 26 | 10 | 6 | 10 | 34 | 31  | +3  |
|  | 10.  | Villacidro Villgomme | 34 | 26 | 11 | 1 | 14 | 46 | 49  | -3  |
|  | 11.  | Torino (-8)          | 33 | 26 | 12 | 5 | 9  | 60 | 41  | +19 |
|  | 12.  | Valpolcevera         | 14 | 26 | 4  | 2 | 20 | 25 | 68  | -43 |
|  | 13.  | Caprera              | 9  | 26 | 2  | 3 | 21 | 21 | 78  | -57 |
|  | 14.  | Sarzanese            | 6  | 26 | 1  | 3 | 22 | 23 | 101 | -78 |

Legenda:
      Promossa in Serie A 2014-2015
 Qualificate ai play-out
      Retrocessa in Serie C 2014-2015
Note:
Il Torino ha scontato 8 punti di penalizzazione.

### Play-out
|              | Risultati |         | Luogo e data           |
| ------------ | --------- | ------- | ---------------------- |
| Valpolcevera | 0 - 2     | Caprera | Genova, 18 maggio 2014 |
|              |           |         |                        |

## Girone B

### Squadre partecipanti
| Club                             | Città             | Stagione 2012-2013                      |
| -------------------------------- | ----------------- | --------------------------------------- |
| A.S.D. Anima e Corpo Orobica     | Zanica (BG)       | 4º posto in Serie A2/B                  |
| A.S.D. Atletico Vicenza EST      | Vicenza           | 1º posto in Serie C Veneto              |
| C.R.S.D. Azalee                  | Gallarate (VA)    | 2º posto in Serie C Lombardia           |
| U.S. Azzurra San Bartolomeo      | Trento            | 1º posto in Serie C Trentino-Alto Adige |
| A.S.D. C.F. Bocconi Milano 1999  | Milano            | 6º posto in Serie A2/C                  |
| A.S.D. S.S.V. Brixen OBI         | Bressanone (BZ)   | 5º posto in Serie A2/B                  |
| A.S.D. Fortitudo Mozzecane C.F.  | Mozzecane (VR)    | 15º posto in Serie A                    |
| C.S.D. Franciacorta              | Erbusco (BS)      | 7º posto in Serie A2/B                  |
| U.S.D. C.F. Real Bardolino       | Bardolino (VR)    | 6º posto in Serie A2/B                  |
| A.S.D. Real Meda C.F.            | Meda (MB)         | 3º posto in Serie A2/B                  |
| C.F. Südtirol Damen Bolzano A.D. | Bolzano           | 2º posto in Serie A2/B                  |
| A.C.F.D. Tradate Abbiate         | Tradate (VA)      | 9º posto in Serie A2/B                  |
| A.S.D.F. Villa Valle             | Villa d'Almè (BG) | 1º posto in Serie C Lombardia           |
| A.S.D. Ženský-Padova F.          | Padova            | 8º posto in Serie A2/B                  |

### Classifica finale
|  | Pos. | Squadra                | Pt | G  | V  | N  | P  | GF | GS  | DR  |
|  | ---- | ---------------------- | -- | -- | -- | -- | -- | -- | --- | --- |
|  | 1.   | Orobica                | 60 | 26 | 18 | 6  | 2  | 53 | 16  | +37 |
|  | 2.   | Real Meda              | 58 | 26 | 17 | 7  | 2  | 54 | 20  | +34 |
|  | 3.   | Südtirol               | 56 | 26 | 17 | 5  | 4  | 86 | 22  | +64 |
|  | 4.   | Real Bardolino         | 46 | 26 | 15 | 1  | 10 | 38 | 32  | +6  |
|  | 5.   | Bocconi                | 42 | 26 | 12 | 6  | 8  | 42 | 25  | +17 |
|  | 6.   | Fortitudo Mozzecane    | 42 | 26 | 13 | 3  | 10 | 44 | 40  | +4  |
|  | 7.   | Tradate Abbiate        | 40 | 26 | 10 | 10 | 6  | 36 | 25  | +11 |
|  | 8.   | Franciacorta           | 36 | 26 | 10 | 6  | 10 | 48 | 34  | +14 |
|  | 9.   | Villa Valle            | 34 | 26 | 10 | 4  | 12 | 37 | 43  | -6  |
|  | 10.  | Brixen OBI             | 29 | 26 | 8  | 5  | 13 | 29 | 31  | -2  |
|  | 11.  | Azalee                 | 21 | 26 | 4  | 9  | 13 | 23 | 46  | -23 |
|  | 12.  | Ženský-Padova          | 19 | 26 | 5  | 4  | 17 | 36 | 64  | -28 |
|  | 13.  | Azzurra San Bartolomeo | 18 | 26 | 4  | 6  | 16 | 31 | 64  | -33 |
|  | 14.  | Atletico Vicenza EST   | 9  | 26 | 3  | 0  | 23 | 13 | 109 | -96 |

Legenda:
      Promossa in Serie A 2014-2015
 Qualificate ai play-out
      Retrocessa in Serie C 2014-2015
Note:

### Play-out
|               | Risultati |                        | Luogo e data           |
| ------------- | --------- | ---------------------- | ---------------------- |
| Ženský-Padova | 3 - 0     | Azzurra San Bartolomeo | Padova, 18 maggio 2014 |
|               |           |                        |                        |

## Girone C

### Squadre partecipanti
| Club                              | Città                       | Stagione 2012-2013                        |
| --------------------------------- | --------------------------- | ----------------------------------------- |
| U.S. Bearzi                       | Udine                       | 1º posto in Serie C Friuli-Venezia Giulia |
| A.S.D. Castelvecchio              | Savignano sul Rubicone (FC) | 8º posto in Serie A2/C                    |
| A.S.D. Foligno C.F.               | Foligno (PG)                | 4º posto in Serie A2/D                    |
| A.S.D. Gordige C.R.               | Cavarzere (VE)              | 9º posto in Serie A2/C                    |
| A.P.D. E.D.P. Jesina F.           | Monte Roberto (AN)          | 3º posto in Serie A2/C                    |
| Imolese Femm. A.C.F.D.            | Imola (BO)                  | 4º posto in Serie A2/C                    |
| A.C. F. Mestre 1999               | Mestre                      | 7º posto in Serie A2/C                    |
| S.S.D. New Team Ferrara           | Ferrara                     | 1º posto in Serie C Emilia Romagna        |
| A.C.D. F. Net.Uno Venezia Lido    | Venezia                     | 1º posto in Serie C Veneto                |
| U.S.D. San Zaccaria               | Ravenna                     | 2º posto in Serie A2/C                    |
| Pol.D. Stella Azzurra             | Arezzo                      | 1º posto in Serie C Toscana               |
| A.C.D. F. Virtus Romagna          | Rimini Torre Pedrera        | 2º posto in Serie C Emilia Romagna        |
| U.S.D.C.F. Permac Vittorio Veneto | Vittorio Veneto (TV)        | 5º posto in Serie A2/C                    |

### Classifica finale
|  | Pos. | Squadra              | Pt | G  | V  | N | P  | GF | GS | DR  |
|  | ---- | -------------------- | -- | -- | -- | - | -- | -- | -- | --- |
|  | 1.   | San Zaccaria         | 67 | 24 | 22 | 1 | 1  | 76 | 18 | +58 |
|  | 2.   | Vittorio Veneto      | 52 | 24 | 16 | 4 | 4  | 52 | 23 | +29 |
|  | 3.   | Mestre 1999          | 46 | 24 | 13 | 7 | 4  | 42 | 23 | +19 |
|  | 4.   | Stella Azzurra       | 44 | 24 | 12 | 8 | 4  | 27 | 18 | +9  |
|  | 5.   | Gordige              | 42 | 24 | 12 | 6 | 6  | 51 | 34 | +17 |
|  | 6.   | Castelvecchio        | 37 | 24 | 10 | 7 | 7  | 39 | 28 | +11 |
|  | 7.   | E.D.P. Jesina        | 35 | 24 | 10 | 5 | 9  | 40 | 31 | +9  |
|  | 8.   | Imolese              | 33 | 24 | 9  | 6 | 9  | 38 | 33 | +5  |
|  | 9.   | Bearzi               | 27 | 24 | 7  | 6 | 11 | 35 | 34 | +1  |
|  | 10.  | New Team Ferrara     | 19 | 24 | 5  | 4 | 15 | 33 | 51 | -18 |
|  | 11.  | Virtus Romagna       | 16 | 24 | 3  | 7 | 14 | 14 | 46 | -32 |
|  | 12.  | Net.Uno Venezia Lido | 10 | 24 | 2  | 4 | 17 | 20 | 67 | -47 |
|  | 13.  | Foligno              | 7  | 24 | 2  | 1 | 21 | 21 | 81 | -61 |

Legenda:
      Promossa in Serie A 2014-2015
 Qualificate ai play-out
      Retrocessa in Serie C 2014-2015
Note:

### Play-out
|                | Risultati |                      | Luogo e data             |
| -------------- | --------- | -------------------- | ------------------------ |
| Virtus Romagna | 2 - 3     | Net.Uno Venezia Lido | Bellaria, 18 maggio 2014 |
|                |           |                      |                          |

## Girone D

### Squadre partecipanti
| Club                           | Città                 | Stagione 2012-2013           |
| ------------------------------ | --------------------- | ---------------------------- |
| A.S.D. C.F. Acese              | Aci Sant'Antonio (CT) | 3º posto in Serie A2/D       |
| A.S.D. Caira                   | Cassino (FR)          | 9º posto in Serie A2/D       |
| A.S.D. F. Chieti               | Chieti                | 5º posto in Serie A2/D       |
| A.S.D. Domina Neapolis Academy | Napoli                | 1º posto in Serie C Campania |
| A.S.D. F. Fiano Romano         | Fiano Romano (RM)     | 1º posto in Serie C Lazio    |
| S.S. Lazio C.F.                | Roma                  | 14º posto in Serie A         |
| A.S.D. Ludos                   | Palermo               | 6º posto in Serie A2/D       |
| A.S.D. Pink Sport Time         | Bitetto (BA)          | 2º posto in Serie A2/D       |
| A.S.D. Real Marsico            | Marsico Nuovo (PZ)    | 8º posto in Serie A2/D       |
| A.S.D. Roma C.F.               | Roma                  | 2º posto in Serie C Lazio    |
| A.S.D. Salento Women Soccer    | Cavallino (LE)        | 1º posto in Serie C Puglia   |
| A.S.D. Pol. Tufara Unita       | Tufara (CB)           | in Serie C                   |

### Classifica finale
|  | Pos. | Squadra         | Pt      | G  | V  | N | P  | GF | GS  | DR   |
|  | ---- | --------------- | ------- | -- | -- | - | -- | -- | --- | ---- |
|  | 1.   | Pink Sport Time | 58      | 22 | 19 | 1 | 2  | 61 | 18  | +43  |
|  | 2.   | Roma CF         | 52      | 22 | 16 | 4 | 2  | 73 | 19  | +54  |
|  | 3.   | Acese           | 50      | 22 | 16 | 2 | 4  | 80 | 21  | +59  |
|  | 4.   | Lazio CF (-3)   | 46      | 22 | 16 | 1 | 5  | 59 | 23  | +36  |
|  | 5.   | Chieti          | 36      | 22 | 11 | 2 | 8  | 48 | 40  | +8   |
|  | 6.   | Ludos Palermo   | 30      | 22 | 9  | 3 | 10 | 40 | 46  | -6   |
|  | 7.   | Real Marsico    | 28      | 22 | 8  | 4 | 10 | 39 | 44  | -5   |
|  | 8.   | Fiano Romano    | 22      | 22 | 6  | 4 | 12 | 48 | 64  | -16  |
|  | 9.   | Salento Women   | 14      | 22 | 2  | 8 | 16 | 28 | 57  | -29  |
|  | 10.  | Domina Neapolis | 10      | 22 | 2  | 4 | 16 | 21 | 52  | -31  |
|  | 11.  | Tufara          | 4       | 22 | 1  | 1 | 20 | 18 | 123 | -105 |
|  | ---  | Caira           | escluso |    |    |   |    |    |     |      |

Legenda:
      Promossa in Serie A 2014-2015
 Qualificate ai play-out
      Retrocessa in Serie C 2014-2015
Note:
La Lazio ha scontato 3 punti di penalizzazione.

### Play-out
|                 | Risultati |        | Luogo e data                         |
| --------------- | --------- | ------ | ------------------------------------ |
| Domina Neapolis | 7 - 0     | Tufara | Casalnuovo di Napoli, 18 maggio 2014 |
|                 |           |        |                                      |